# Dawid Azulaj
Dawid Azulaj (hebr.: דוד אזולאי, ang.: David Azulai, David Azoulay, ur. 5 maja 1954 w Meknes w Maroku, zm. 30 października 2018) – izraelski polityk, w latach 2002–2003 wiceminister spraw wewnętrznych, w latach 2015–2018 minister spraw religijnych, w latach 1996–2018 poseł do Knesetu z listy partii Szas.

## Życiorys
Urodził się 5 maja 1954 w Meknes w Maroku. W 1963 wyemigrował do Izraela.
Ukończył jesziwę. W latach 1973–1976 służył w służbach medycznych Sił Obronnych Izraela. Ukończył religijne seminarium nauczycielskie. Pracował jako nauczyciel i pedagog. W latach 1978–1993 był radnym miejskim w Akce, w latach 1993–1996 był wiceprzewodniczącym, a następnie przewodniczącym samorządu regionu Nachal Irron.
W wyborach parlamentarnych w 1996 po raz pierwszy dostał się do izraelskiego parlamentu z listy religijnej partii Szas. W wyborach w 1999 uzyskał reelekcję. 2 maja 2001 dołączył do powołanego dwa miesiące wcześniej rządu Ariela Szarona jako wiceminister spraw wewnętrznych w resorcie kierowanym przez przywódcę Szasu Eliego Jiszaja. Pozostał na stanowisku do dymisji Jiszaja 23 maja 2002, jednak obaj politycy wrócili do resortu już 3 czerwca, zostając jego członkami aż do końca kadencji – 28 lutego 2003. W międzyczasie w styczniowych wyborach po raz trzeci zdobył mandat poselski. Z powodzeniem kandydował także w 2006, 2009, 2013 i 2015. 14 maja 2015 w rządzie Binjamina Netanjahu objął resort ministra spraw religijnych. 14 marca 2018 zrezygnował z zasiadania w parlamencie, jego miejsce w parlamencie objął jego syn Jinnon. Zasiadał w Knesetach w XIV, XV, XVI, XVII, XVIII, XIX i XX kadencji. W tym czasie dwukrotnie był przewodniczącym komisji spraw wewnętrznych i środowiska, przewodniczył trzem podkomisjom, a także był członkiem takich komisji parlamentarnych jak: edukacji i kultury; spraw wewnętrznych i środowiska; kontroli stanu państwa; budownictwa; pracy, zdrowia i spraw społecznych; finansów oraz spraw gospodarczych.
Po długiej walce z chorobą zmarł na raka 30 października 2018. Został pochowany na cmentarzu na jerozolimskim osiedlu Sanhedria.